# Neviditelné příběhy
Neviditelné příběhy (2007) je povídková kniha nakladatelství Listen z edice Česká povídka (svazek 14 nebo 16 – v ediční poznámce je uvedeno 16). Obsahuje 6 povídek různých českých spisovatelů, společným tématem jsou různé záhady, tajemství a překvapení.
Na titulu knihy je použita litografie Vladimíra Suchánka.

## Povídky
- Vojtěch Mornstein – Kroky
- Jiří Kratochvil – Neviditelný příběh
- Eda Kriseová – Živá nebožka
- Jana Rečková – Strašidelný svět bez tebe
- Roman Ludva – Dantova ruka
- Radka Denemarková – Straka v oleji

## Nakladatelské údaje
- Neviditelné příběhy, Listen, Jihlava, 2007 ISBN 978-80-86526-26-3